# Porträt des François Tronchin mit seinem Rembrandt-Gemälde „Junge Frau im Bett“
Das Porträt des François Tronchin mit seinem Rembrandt-Gemälde „Junge Frau im Bett“ ist eine Pastellmalerei des Genfer Malers Jean-Étienne Liotard aus dem Jahr 1757. Das Bild zeigt den Genfer Rechtsanwalt, Schriftsteller, Kunstsammler und Mäzen François Tronchin (1704–1798) mit seinem Gemälde Junge Frau im Bett des niederländischen Malers Rembrandt van Rijn. Es ist als Querformat auf Vellum ausgeführt und befindet sich in der Sammlung des Cleveland Museum of Art.

## Beschreibung

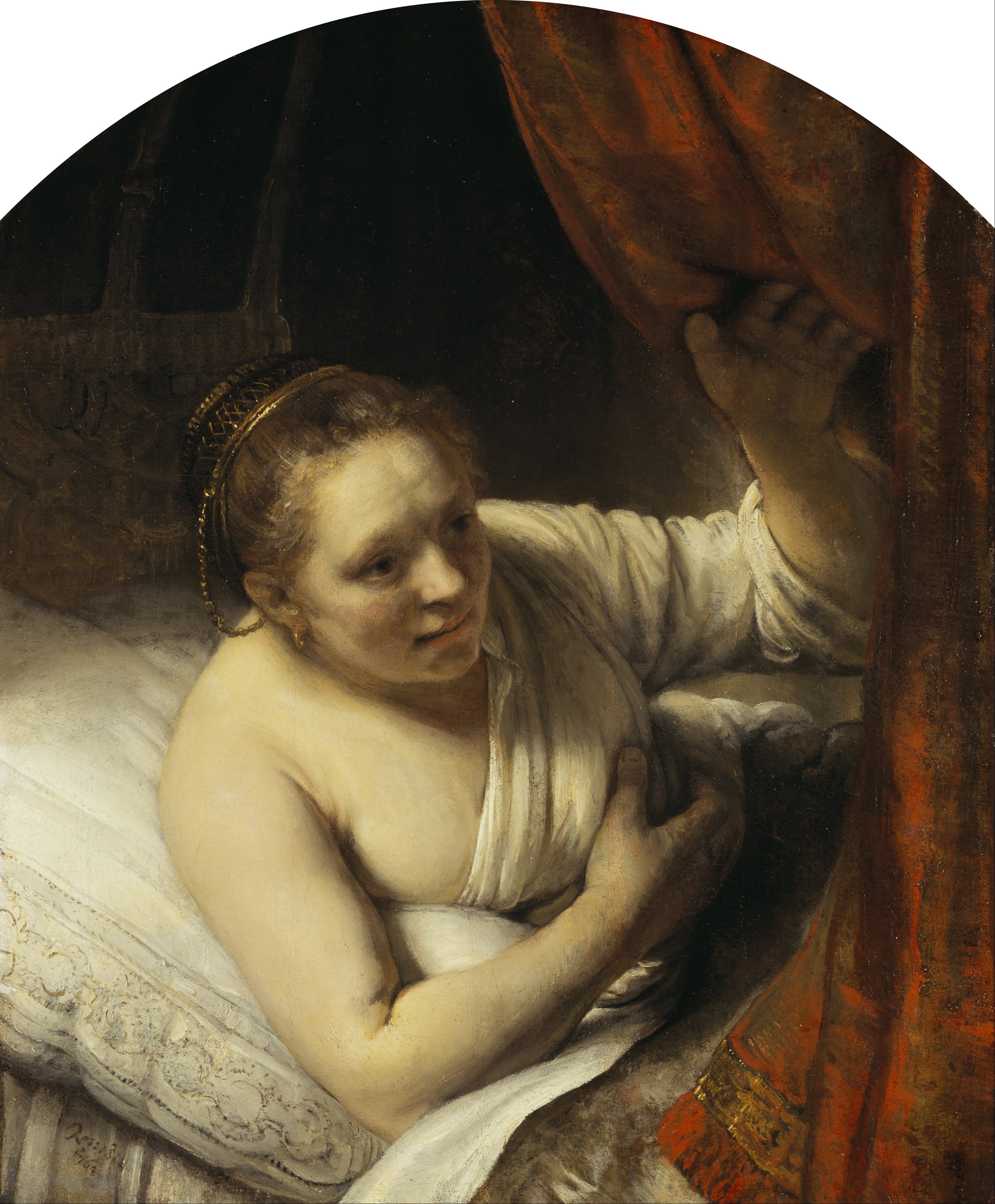
Junge Frau im Bett, Rembrandt van Rijn, um 1647, Öl auf Leinwand, 81,1 × 67,8 cm, Scottish National Gallery, Edinburgh, Schottland

Das Bild zeigt einen Mann mittleren Alters mit einer grau gefärbten oder gepuderten Allongeperücke. Er trägt eine schwarze Hose und einen schwarzen Tappert über einem weißen Hemd mit Rüschenkragen und -manschetten. Aus der rechten Tasche seines Tappert ragt ein helles Stofftuch hervor. Der Mann sitzt an einem kleinen Holztisch mit Stempelfuß und eng gewundener Säule. Die teilweise sichtbare Rückenlehne seines Stuhls ist geflochten und von einem mit Akanthuswerk verzierten Rahmen umgeben. Auf dem Tisch liegen Papiere, anscheinend Bauzeichnungen und Noten, ein Buch, Zirkel und andere Zeichenutensilien.
Im rechten Mittelgrund steht auf einer dreibeinigen Staffelei als Bild im Bild das ungerahmte Gemälde Junge Frau im Bett von Rembrandt van Rijn. Der Mann hat den Blick auf das Gemälde gerichtet, seine nach oben geöffnete linke Hand ist nach vorne gestreckt und ist vom Betrachter gesehen unter dem Gemälde. Mit dem leicht erhobenen Zeigefinger seiner vor der Brust gehaltenen Rechten deutet der Mann auf das Bild, als sei er im Begriff auf etwas hinzuweisen. Das Gemälde Rembrandts ist so positioniert, als blicke die dargestellte Frau dem Betrachter entgegen.
Den Hintergrund der Pastellmalerei bilden blaugraue Wände und ein blaugrauer Vorhang, anscheinend vor einem Fenster, sowie Holzvertäfelungen an den Wänden und am linken Bildrand ein nur teilweise sichtbarer Bilderrahmen mit einem nur angedeuteten Gemälde.
Rechts unten steht in Schwarz die Signatur par J. E. Liotard / 1757. Verso ist neben einer Kartusche mit dem Wappen der Familie Tronchin in Rot TH / 51 vermerkt.
Das Bild hat das Format 38,5 × 46,3 cm und ist mit Pastellfarbe auf Vellum ausgeführt. Es wird als perfekt erhalten bezeichnet.

## Hintergrund

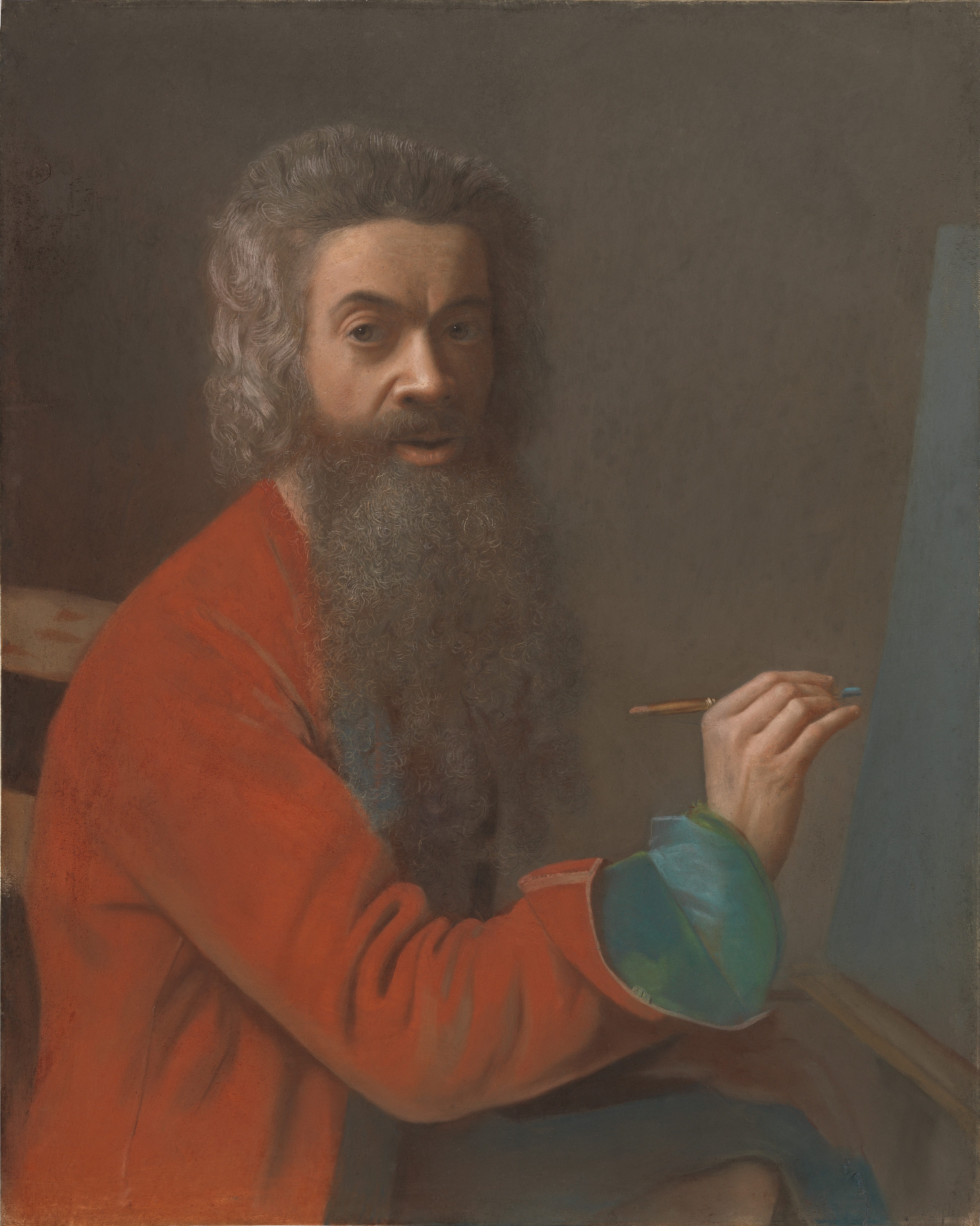
Selbstbildnis im türkischen Kostüm, Jean-Étienne Liotard, ca. 1750, Pastell auf Vellum, 79 × 62,5 cm, Kunst Museum Winterthur - Reinhart am Stadtgarten

Jean-Étienne Liotard war ein Genfer Maler des 18. Jahrhunderts, der bis 1758 ein unstetes Leben mit zahlreichen Reisen und wechselnden Aufenthaltsorten führte. Seine äußere Erscheinung mit einem langen Bart und orientalischer Kleidung wiesen ihn als einen Exzentriker aus, der gegen die zeitgenössischen Konventionen verstieß. Wegen der von ihm seit einem vierjährigen Aufenthalt in der Türkei bevorzugten Motive und seines Aussehens nannte man ihn auch den türkischen Maler. Nach seiner Hochzeit im Jahr 1756 ließ er sich wieder in seiner Geburtsstadt Genf nieder. Als hervorragender Porträtmaler bevorzugte er die Pastellmalerei, er fertigte aber auch Miniaturen in anderen Techniken wie in Email. Nach dem Porträt François Tronchins malte Liotard innerhalb weniger Jahre noch mindestens sechs Pastellporträts von Mitgliedern der Familie Tronchin.

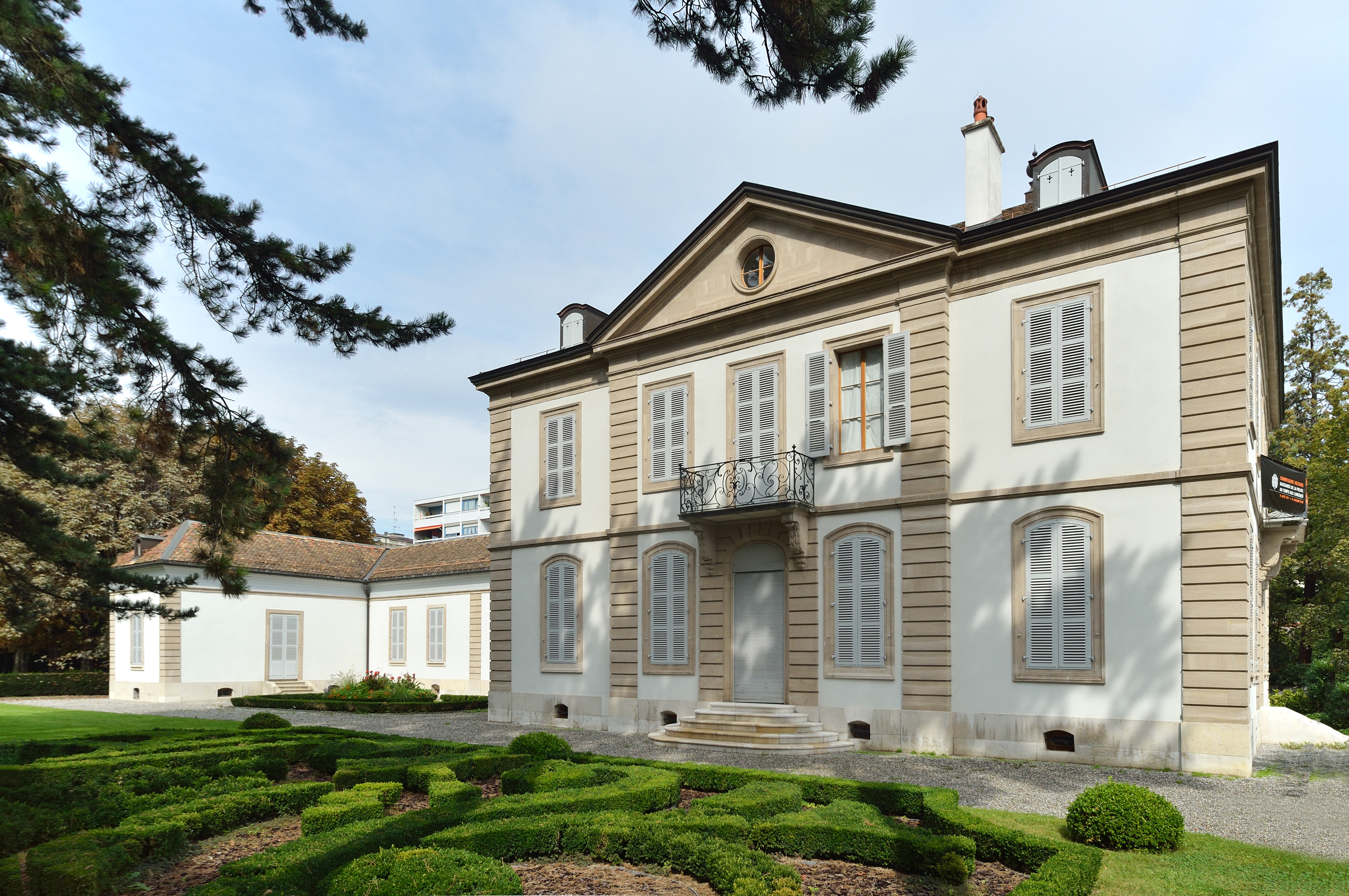
Das Landhaus Les Délices, von 1755 bis 1760 Wohnsitz Voltaires, ab 1765 das Domizil Tronchins

Der mit seinem Gemälde porträtierte François Tronchin wurde am 23. Oktober 1704 in Genf als Sohn des Adligen Antoine Tronchin (1664–1730) und der Susanne Perret (1677–1752) geboren. Die Familie Tronchin war eine der bedeutendsten Genfer Familien des 18. Jahrhunderts. Der Mediziner Théodore Tronchin war ein Cousin François Tronchins. Bereits in seiner Jugend, in der er zeitweise in Paris lebte, begegnete Tronchin dem französischen Philosophen Voltaire. Tronchin wurde zunächst Bankier, betätigte sich als Schriftsteller und wurde 1738 in den Kleinen Rat der Stadtrepublik Genf gewählt. 1740 begann Tronchin mit dem Aufbau seiner ersten Gemäldesammlung. Zwischen dem Maler Liotard und dem Kunstsammler und Mäzen Tronchin bestand nicht nur eine geschäftliche Beziehung. Tronchin wurde 1767 der Taufpate von Liotards zweiter Tochter Marianne. Er war entschiedener Fürsprecher Voltaires, als dieser 1755 die Erlaubnis zum Aufenthalt in der Stadtrepublik Genf beantragte. Ab 1765 lebte Tronchin in dem zuvor von Voltaire bewohnten Haus Les Délices, in dem sich heute das Musée Voltaire befindet. Als herausragender Kunstkenner begutachtete Tronchin für den französischen Enzyklopädisten und Kunstagenten Denis Diderot Bilder aus der für Katharina II. vorgesehenen Sammlung Crozat und bestätigte deren Echtheit. Tronchins erste Gemäldesammlung mit etwa 95 Bildern wurde 1770 ebenfalls an Katharina II. verkauft, er begann jedoch umgehend mit dem Aufbau einer neuen Sammlung, die schließlich mehr als 120 Werke überwiegend holländischer und flämischer Meister umfasste. Tronchin starb am 7. Februar 1798 in Genf.
Rembrandts Gemälde, das wertvollste Bild in François Tronchins Sammlung, wurde dem Arzt Théodore Tronchin nach Angaben des englischen Kunsthändlers William Buchanan (1777–1864) von Viktor Amadeus I. von Savoyen-Carignan (1690–1741), dem Fürsten von Carignan, zum Dank für die erfolgreiche Inokulation der sardischen Königsfamilie geschenkt. Die Schenkung muss 1741 oder früher erfolgt sein, der genaue Zeitpunkt ist ebenso wenig bekannt wie die Umstände, unter denen das Gemälde in den Besitz von Théodores Cousin François gelangte. Um 1765 ging das Gemälde in den Besitz des venezianischen Conte Vitturi über, Buchanan zufolge im Austausch für Gemälde italienischer Meister. Im gedruckten Katalog der Sammlung Tronchins aus dem Jahr 1765 ist das Gemälde nicht mehr aufgeführt, aber das Manuskript des Katalogs weist es noch als Nr. 25 aus. Das Motiv des eigenen Gemäldes als Attribut des Kunstfreundes kommt in einem weiteren Porträt Tronchins vor, das er 1796 von Jean-Pierre Saint-Ours malen ließ. Das Ölgemälde im Format 111,5 × 84,5 cm zeigt am linken Rand ein Stück eines Gemäldes, bei dem es sich wahrscheinlich um die Darstellung eines Eremiten nach Gerard Dou handelt. Das Porträt befindet sich im Besitz der Société des Arts de Genève.

Jean-Étienne Liotards Porträts der Familie Tronchin
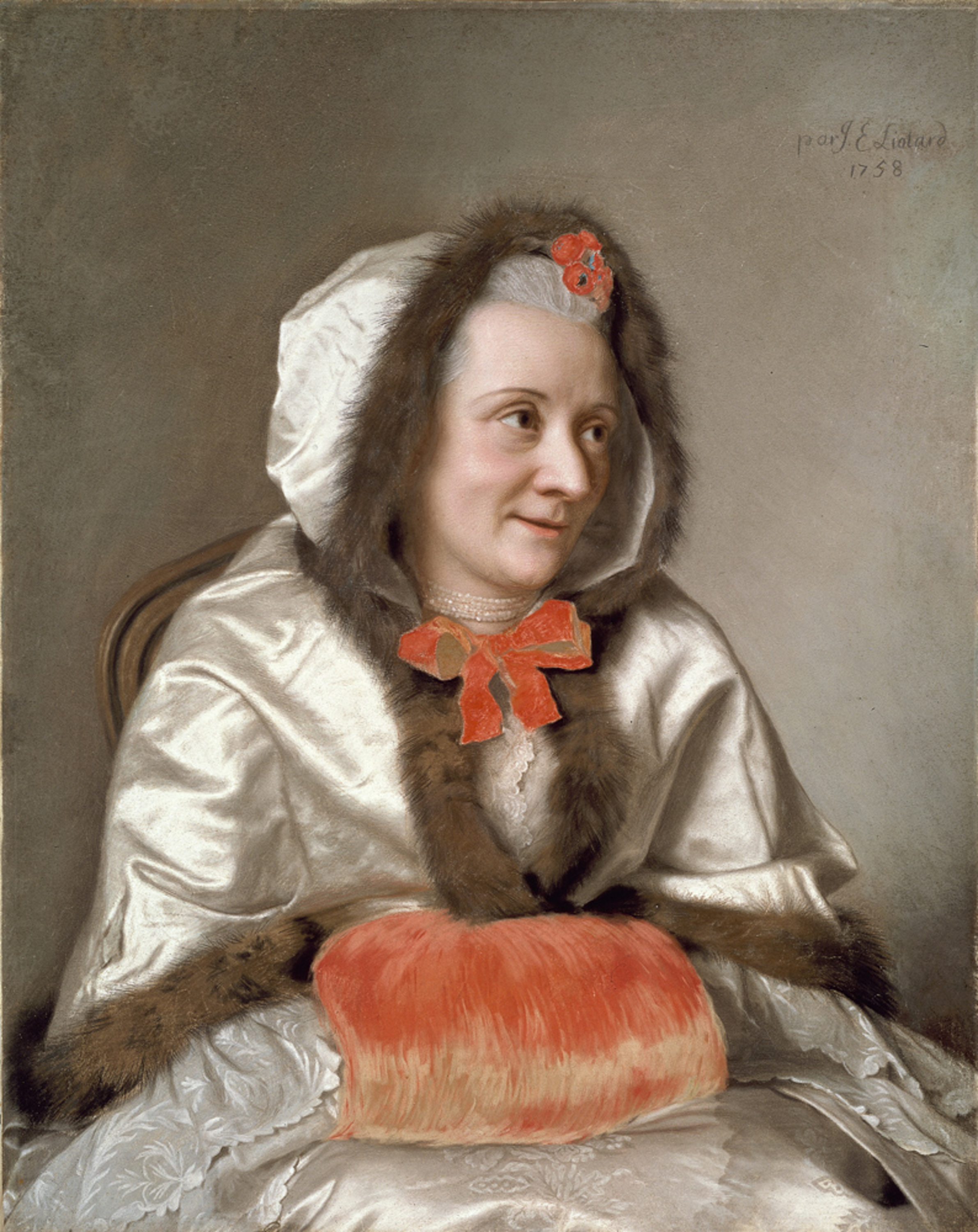
Porträt der Madame François Tronchin, 1758, Pastellmalerei auf Vellum, 68 × 55 cm, Musée d’art et d’histoire, Genf
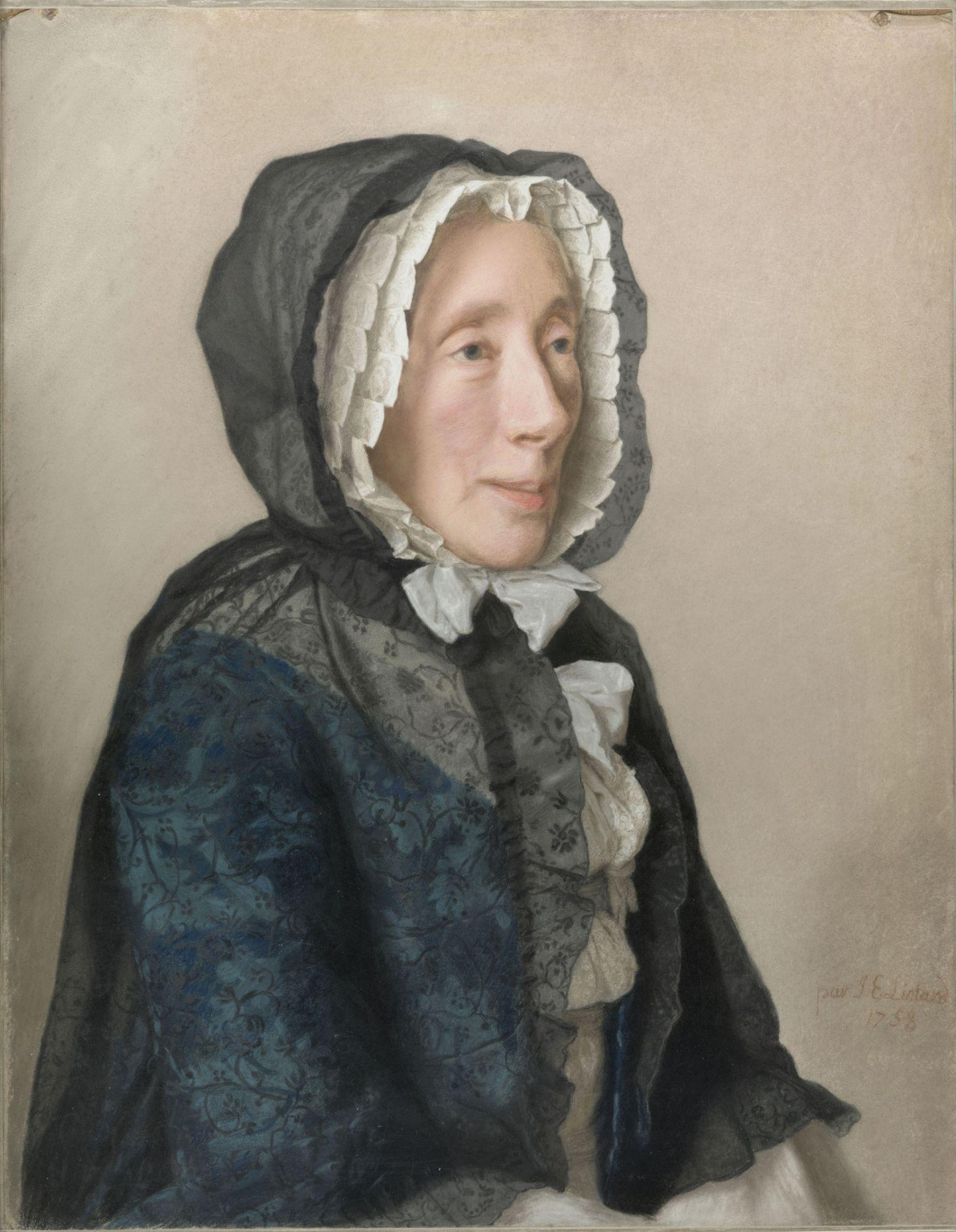
Porträt der Madame Jean Tronchin (geborene Anne Molènes), 1758, Pastellmalerei auf Vellum, 63,6 × 50,6 cm, Louvre, Paris, Frankreich
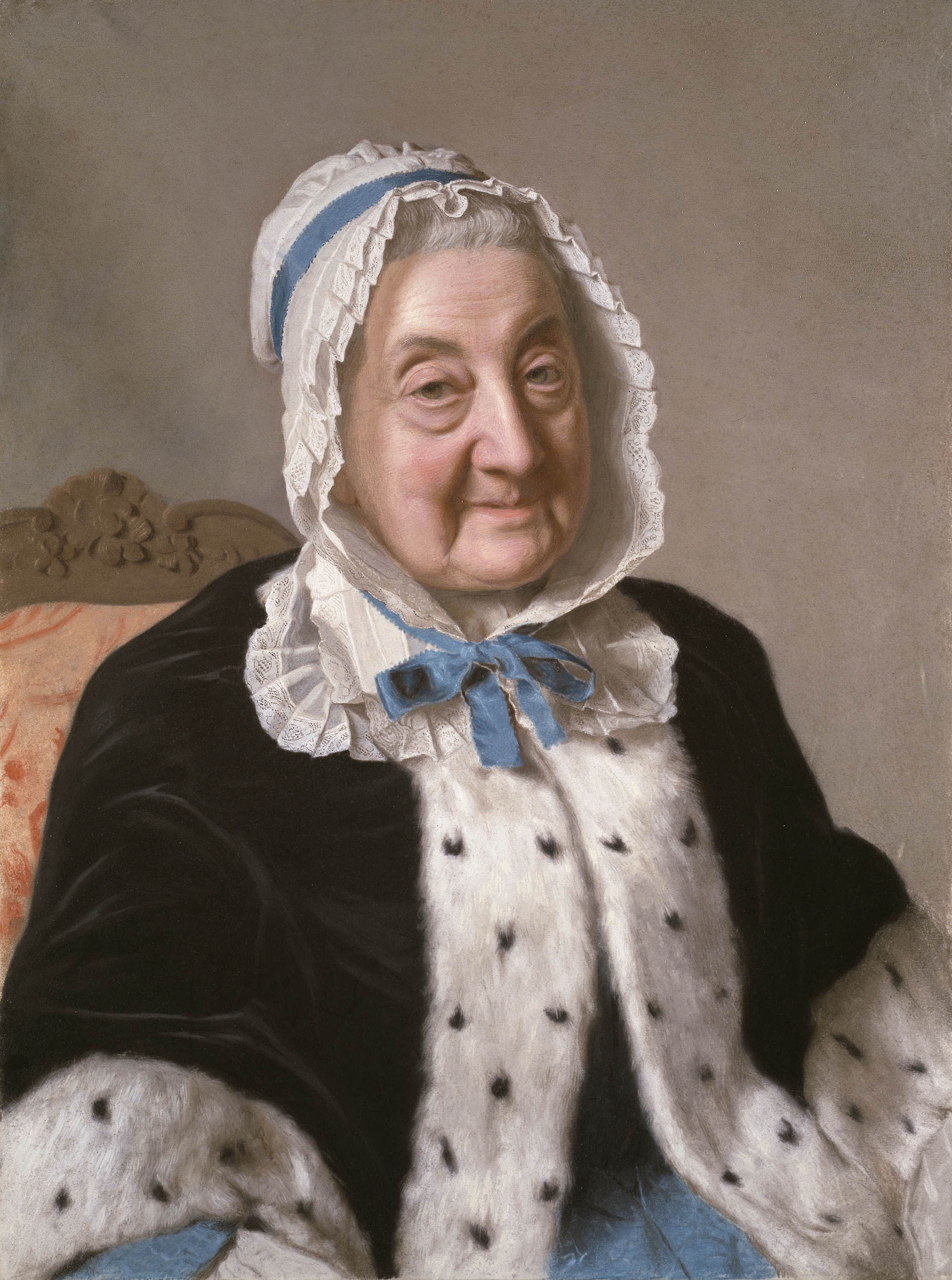
Porträt der Marthe Marie Tronchin, ca. 1758, Pastellmalerei auf Vellum, 61 × 47 cm, The Art Institute of Chicago, Illinois, USA
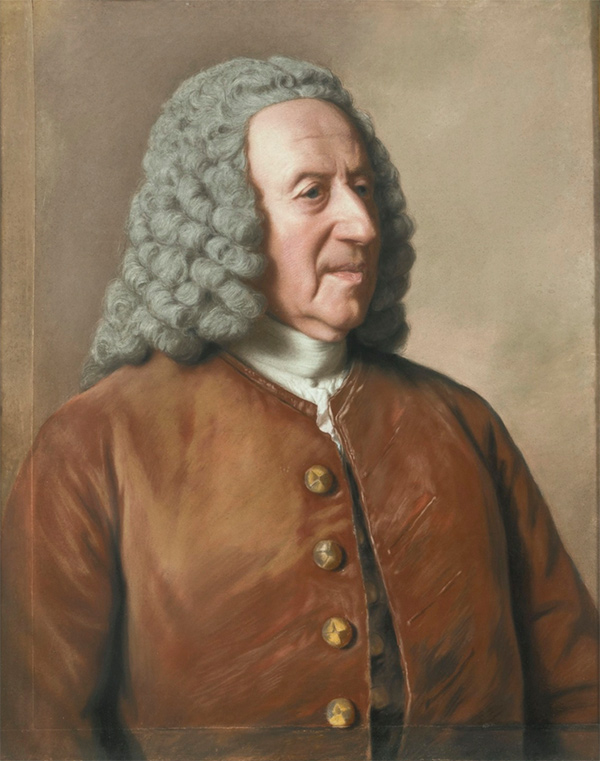
Porträt des Jean Tronchin, 1759, Pastellmalerei auf Vellum, 65 × 52 cm, Privatbesitz
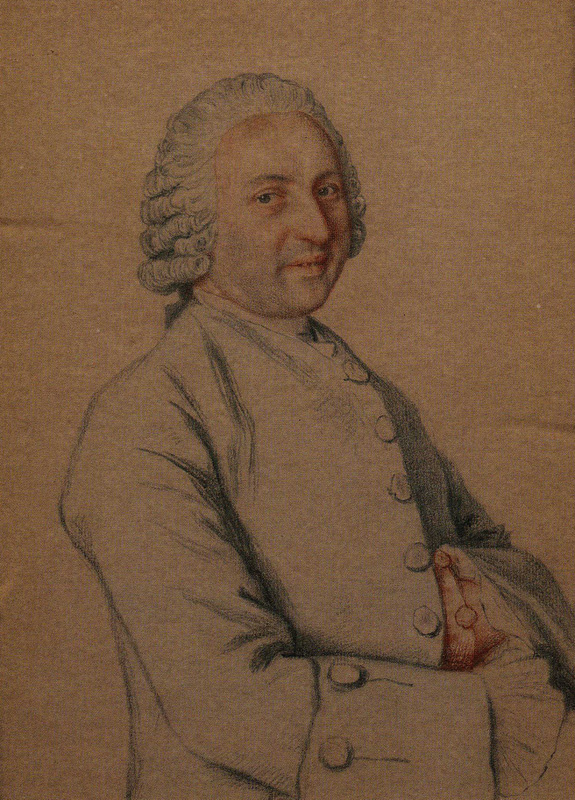
Porträt des Théodore Tronchin, ca. 1763, Graphit, schwarze und rote Kreide, blaue Wasserfarbe auf Papier, 24,2 × 18,5 cm, Privatbesitz

## Kunsthistorische Einordnung
Das Porträt Tronchins steht mit seiner Komposition und Ausführung einzigartig im Werk Liotards, der als Porträtmaler meist konventionelle Arbeiten im Geschmack der Zeit fertigte. Allerdings hat Liotard als etablierter Künstler sehr daran gearbeitet, naturalistische Effekte zu erzielen und Trompe-l’œils zu schaffen. Er selbst sah sich als den besten Pastellmaler seiner Zeit und spielte in einer eigenen Veröffentlichung darauf an, mit einem Traubenstillleben sogar den griechischen Maler Zeuxis von Herakleia übertroffen zu haben. Zeuxis habe nur Vögel täuschen können, während ihm mit seinen Trauben die Täuschung von Menschen gelungen sei. Liotard bezeichnete das Porträt Tronchins und das im folgenden Jahr gemalte Porträt von dessen Ehefrau als zwei seiner besten Arbeiten. Diese Einschätzung trifft in der Fachwelt auf Zustimmung.
Das Rembrandt-Gemälde wurde von Liotard mit bemerkenswerter Detailgenauigkeit wiedergegeben. Dabei kopierte er sogar die Signatur Rembrandts. Dieser hatte in seinem Gemälde den originellen Einfall umgesetzt, die drei letzten Buchstaben seines Namenszugs in einer Falte des Bettbezugs verschwinden zu lassen, die Signatur zum Teil des Bildmotivs zu machen. Liotard folgte selbst in diesem Detail dem Vorbild. Erst 1747 hatte der Leipziger Kunstwissenschaftler Johann Friedrich Christ ein Verzeichnis der Monogramme bedeutender Maler und Kupferstecher veröffentlicht. Sein Werk war 1750 als Dictionnaire des monogrammes in der französischen Übersetzung erschienen und hatte so weitere Verbreitung gefunden. Es galt als ein Zeichen der Kennerschaft, sich intensiv mit der Signatur eines Gemäldes oder Druckes zu beschäftigen. Folgerichtig musste auch auf Liotards Porträt die Signatur seines Gemäldes als Echtheitsbeweis erkennbar sein.
Die im 18. Jahrhundert entwickelte Wertschätzung der Hand des Meisters war eine Entwicklung, die die Sammlerschaft und den Kunstmarkt nachhaltig beeinflusste. Zu Rembrandts Zeit galt die Konzeption eines Werkes als wichtig, eine von Rembrandt erdachte und von einem Schüler ausgeführte Komposition wurde von Rembrandt signiert und als authentisch betrachtet. Viele Gilden des 16. und 17. Jahrhunderts schrieben das ausdrücklich vor, und verboten Lehrlingen und Werkstattmitarbeitern das Signieren ihrer Arbeiten. Diese Praxis erschwert die Zuschreibung von Werken an Meister oder Schüler bis heute.

## Verbundene Werke

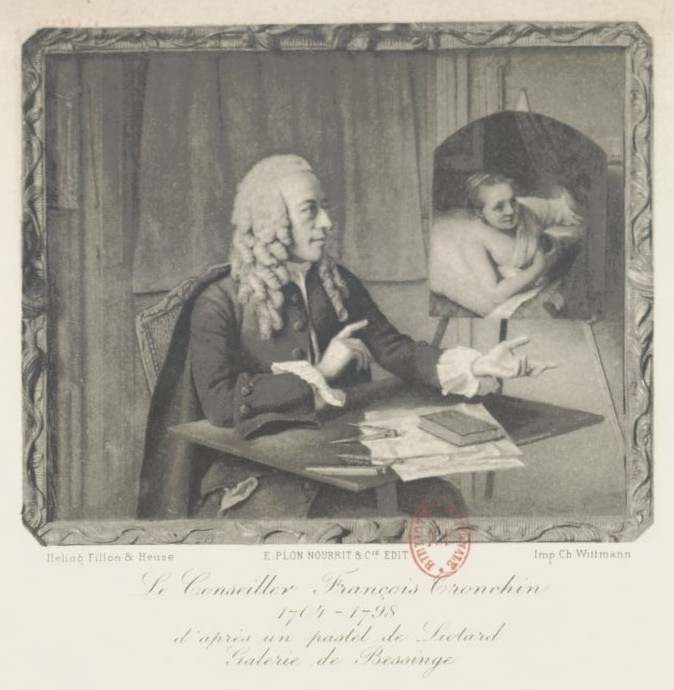
Heliogravure, 1895

Es existiert eine Entwurfsskizze Liotards in Rötel und schwarzer Kreide auf Papier im Format 25,8 × 19,5 cm. Das Porträt Liotards wurde als Kupferstich und 1895 in der Biografie Liotards als Heliogravure veröffentlicht.

## Provenienz
Das Porträt blieb auch nach dem Verkauf von François Tronchins erster Gemäldesammlung im Jahr 1770 in seinem Besitz. Nach seinem Tod im Jahr 1798 wurde es über Generationen innerhalb der Familie vererbt: Jean-Louis-Robert Tronchin (1763–1840), Armand Henri Tronchin (1794–1865), Louis-Rémy-Nosky Tronchin (1825–1873), Henry Tronchin (1853–1891), Robert Tronchin (1883–1938) und Christiane Tronchin, Marquise de Hillerin (1916–1947). Christiane Tronchin verkaufte das Familienanwesen Bessinge in Cologny mit dem Rest der Gemäldesammlung, darunter das Porträt François Tronchins, 1938 an Xavier Givaudan. Dieser vererbte es 1966 an André Givaudan. Der Pariser Léon Givaudan war seit 1973 der letzte private Besitzer, er verkaufte das Bild 1978 an das Cleveland Museum of Art.

## Ausstellungen (chronologisch)
- Société des Arts, Classe des Beaux-Arts, Genf. Ausstellung Exposition Liotard, 1886, Katalognr. 36.
- Musée d’art et d’histoire, Genf. Ausstellung Exposition Liotard, 1. Mai bis 31. Mai 1925.
- Musée de l’Orangerie, Paris, Frankreich. Exposition Liotard-Füssli, April bis Juni 1948, Katalognr. 14.[9]
- Cleveland Museum of Art, Ohio, USA. Ausstellung Year in Review: 1978, 13. Februar bis 18. März 1979.
- Cleveland Museum of Art, Ohio, USA. Ausstellung Portraiture: The Image of the Individual, 22. November 1983 bis 22. Januar 1984.
- Cleveland Museum of Art, Ohio, USA. Ausstellung Master Drawings from the Cleveland Museum of Art, 27. August bis 17. Oktober 2000.
- Musée Rath, Genf, Schweiz. Ausstellung Pierre-Louis De la Rive, ou la belle nature: vie et œuvre peint (1753–1817), 7. Februar bis 5. Mai 2002.
- Cleveland Museum of Art, Ohio, USA. Ausstellung Treasures on Paper from the Collection of the Cleveland Museum of Art, 9. März bis 8. Juni 2014.[16]